# Heubelüftung
Eine Heubelüftung ist ein System, bei dem durch einen Ventilator über Schächte und Rosten Luft zum Kühlen in das Heulager oder in einen Heuturm gefördert wird. Dadurch soll eine Erwärmung des Heus, welche zum Verderb oder im schlimmsten Fall zur Heuselbstentzündung führen kann, verhindert werden. Die meisten Heubelüftungen wurden in den 1960er Jahren gebaut. Seitdem nimmt ihre Bedeutung, außer bei Betrieben, die keine Silage füttern dürfen, stetig ab. Es ist nicht zu verwechseln mit dem Heugebläse, welches lediglich zum Einlagern von losem Heu oder Stroh dient.
Bedeutung hat sie weiterhin in Betrieben, die Heumilch erzeugen. Entsprechende Investitionen werden in einigen deutschen Bundesländern gefördert. Durch die Belüftung mit angewärmter Luft wird mit Kosten von 0,3 bis 0,7 Cent pro Kilogramm Heu gerechnet.

## Zweck
Die Heubelüftung soll in erster Linie verhindern, dass das Heu durch Schimmelbildung verdirbt. Des Weiteren wird dadurch die Heuselbstentzündung vermieden, welche beim Einlagern von Heu mit noch hoher Restfeuchtigkeit auftreten kann. Im Heustock liegt das Heu auf einem meist hölzernen Rost etwa 40 cm über dem Boden, wobei das Gebläse von unten durch den Rost Frischluft durch den Heustock nach oben presst und dabei Wärme, Feuchtigkeit und Gärgase abführt. So eine Vorrichtung in einem Heustock nennt man auch Heubox.
Moderne Heustöcke verfügen über Heusonden, welche es erlauben, die Belüftung des Stocks automatisch zu regulieren und effizienter zu machen. Außerdem ist durch die permanente Temperaturüberwachung eine automatische Alarmierung möglich.
In vielen Ländern sind Bauern gesetzlich zur Überwachung ihrer Heustöcke verpflichtet, was meist durch Handsonden erfolgt. Eine Missachtung mit Brandfolge kann zu strafrechtliche Konsequenzen führen. Heubelüftung mindert die Brandgefahr durch eine Selbstentzündung. Nachdem in vielen Dörfern ganze Häuserreihen abbrannten, wurden im 18. Jahrhundert unter Pfalzgraf Karl IV. der Verhütung eines Feuerbrandes dienende strenge Anordnungen erlassen, in denen auch die vorschriftsmäßige Hantierung mit Heu und Stroh geregelt war.
Durch das frühzeitige Einfahren in eine Heubox, behält das Futter (Heu) wichtige Nährstoffe, die durch Bröselverlust oder Austrocknung (durch die Sonne) sonst verloren gehen. Dadurch gibt es in den Winterfütterungstagen der Kühe zu einer geringeren Reduzierung der Milchleistung. Verluste durch eine Ernte bei schlechteren Witterungsbedingungen werden durch die Belüftung reduziert.

## Rundballenbelüftung
Ein Ventilationsmodul ermöglicht die gleichzeitige Trocknung bzw. Entwässerung von acht Rundballen, die auf zwei übereinander liegenden Reihen angeordnet werden. Es besteht aus einer unteren und einer oberen Belüftungskammer, welche durch eine Rohrleitung für den Durchgang der Luft in der Mitte verbunden sind. Die vier unteren Rundballen werden von unten, die vier oberen von oben belüftet. Die Luft geht ohne eine bestimmte Richtung durch den Heuballen, also sowohl axial als auch radial, so dass man eine gleichmäßige Trocknung des Futterheus und eine wirksame Ventilation erzielt.

## Zusatzheizung
Je nach Witterung und Jahreszeit wird die angesaugte Frischluft zusätzlich durch eine Öl- oder Gasheizung vorgewärmt, dadurch soll die Trocknung des Heus forciert werden. Zusatzheizungen sind oft mobil und transportabel, sie werden über bewegliche Verbindungsrohre mit der fest verbauten Heubelüftung verbunden.
Es gibt aber auch Zusatzheizungen mittels Hackschnitzelheizung und Wärmetauscher.
Eine der elegantesten Lösungen ist die Mittels Dachabsaugung. Dabei wird die heiße Luft unterhalb des Daches (Kollektor) abgesaugt und über einen Sammelschacht unter den Lüftungsrost geführt. Möchte man eine PV-Anlage auf dem Kollektor (Dachhaut) errichten, wirft diese einen Schatten auf die Dachhaut und die Luft erwärmt sich nicht mehr. In diesem Fall eignet sich eine dachintegrierte PV-Anlage. Diese erfüllt mehrere Funktionen: 1. vollständige Dachdeckung 2. Stromerzeugung 3. Warmluft für Heubelüftung (Glashauseffekt). Es können bis zu 70 % der Globalstrahlung genützt werden (PV und Wärme).